# Івар Аросеніус
Івар Аксель Хенрік Аросеніус (швед. Ivar Arosenius; 8 жовтня 1878, Гетеборг — 2  січня 1909, Ельвенген) — шведський художник та ілюстратор, один із відомих представників шведського символізму.

## Біографія
Івар Аросеніус народився в сім'ї інженера залізничних шляхів. У 1897 році він навчався живопису в Гетеборзі у Карла Вільгельмсона. Потім був прийнятий в Академію красних мистецтв у Стокгольмі. Розчарувавшись в академічній освіті, спочатку відвідував як вільний слухач художню школу при Спілці художників, де навчався в Річарда Берга. У 1901 році повернувся в Гетеборг, де продовжив заняття в Карла Вільгельмсона. У 1906—1907 роках Аросеніус співпрацював з редакціями газет. 21 квітня 1907 року вийшла газета «Sondags-Nisse», повністю складена з творів художника.
Аросеніус помер у віці тридцяти років від гемофілії (обидва його брата також померли від цієї хвороби).

## Творчий шлях
Івар зазнав потужного впливу данського художника Оле Крузе, який відвідав Гетеборг, і зацікавився середньовічним і народним мистецтвом. У 1904 році він приїхав до Парижа. У 1905 році взяв участь у Салоні Незалежних. Його роботи отримали там позитивні відгуки публіки, що підняло самооцінку художника. У тому ж році художник повернувся до Швеції, у Стокгольмі пройшла його перша персональна виставка, на якій експонувалось 173 роботи.
У 1908 році пройшла велика виставка художника, спочатку в Лунді, потім у галереї Валанн у Гетеборзі. Гетеборзький художній музей придбав кілька його творів.

## Родина
У м. Гетеборг, Аросеніус познайомився з Ідою (Евою) Адлер. У 1906 році одружився і переїхав із дружиною в село неподалік Норрчепінге, де народилася їхня дочка Ліліан. У 1907 році родина переїхала в котедж в Елвенген в околицях Гетеборга.

## Палітра художника
У творчості Аросеніуса отримав розвиток той напрям у скандинавському модерні, який ґрунтувався на відродженні традицій національної художньої спадщини. У казкових сюжетах і дещо примітивних формах його зображень, у їх яскравому і чистому колориті проглядалися традиції народного мистецтва. Тематика творів Аросеніуса: світ казки та народної легенди. Художник захоплено працював над ілюстраціями до скандинавських віддань і німецьких казок («Принцеса і тролі», 1904; «Казка про шість принцес», 1905). Але особливо глибоко полонив фантазію Аросениуса світ східної казки. Сюжетам цих казок присвячені кращі його твори: «Золотий птах халіфа» (1908), «Дивовижний улов» (1908) та ін. Ці серії акварелей художника, що тонко відчуває природу казки, поєднували в собі чистоту вигадки і народний гумор, таємничу містику і барвистість образів. Казкові мотиви глибоко проникли в художню свідомість Аросеніуса.
З початку 1900-х років у творчості Аросеніуса звучала тема смерті, спочатку в напівжартівливій формі, як, наприклад, в його акварелі 1903 року. Та з кожним новим твором ця тема приймає загрозливе звучання. Відчуттям неминучості кінця, що наближається, пройнятий його автопортрет 1905 року. На картинах Аросеніуса останніх років життя постійним сюжетом є темні кімнати котеджу з фігурами його дружини і дочки. Водночас він виконував акварельні міфологічні та фольклорні сюжети.
Світ казки, що постійно притягував до себе думки художника, складав одну сторону творчого буття Аросеніуса, іншою її стороною була тема сучасної дійсності. Вона уривалась у твори майстра, безжально змітаючи на своєму шляху чарівні замки. Образи сучасного світу народжували в душі художника відчуття туги і глибокої самотності. Ця тема звучить у жанрових роботах Аросеніуса. Такою ж тугою і безвихіддю пронизаний його твір «Весна» 1906 року. Але особливо гостро тема самотності звучить у портретах Аросеніуса. Останні роки художник жив дуже замкнуто, тому коло його моделей надзвичайно вузьке. Це його рідні: дружина і маленька дочка, нечисленні близькі друзі і, звичайно ж він сам. 
Найвідоміша його книга «Мандрівки кота» вийшла після смерті художника.

## Досягнення. Відзнаки
На честь художника названий Фонд Аросеніуса, утворений Шведським Товариством Гемофілії для проведення наукових досліджень.

## Твори
- 1906 р. — «За столом» На картині звичайне щоденне заняття: вечерняя трапеза-трактуется як деякий ритуал.
- 1903 р. — «Листопад». У роботі зображений похмурий осінній день, коли пронизливий вітер жене по спорожнілих міських вулицях висохле листя, яке здається нікому не потрібним, як і людина, що зіщулювалася від холоду, сидячи на лавочці.
- 1903  р. — «Похорони смерті». Зображено натовп веселих карликів, які виносять із двору домовину зі скелетом.
- 1905 р. — «Автопортрет». З нього дивиться насторожене обличчя художника, який уважно прислухається до того, що відбувається на іншому березі лісового озера. А там низкою бредуть казкові істоти, а серед яких виділяється бліда фігура смерті із зав'язаними очима і з косою в руках.
- 1907 р. — «Інтер'єр. Дівчинка біля комоди»
- 1908 р. — Автопортрет.